# Nieuwstraat (Baarn)
De Nieuwstraat in Baarn takt in noordnoordoostelijke richting af van de Nieuw Baarnstraat en kruist de Laanstraat. Van daaraf vormt de straat met een serie knikjes een ruime boog en kruist de Eemnesserweg is noordoostelijke richting. Daarna loopt de straat onder de namen Dalweg, Kerkstraat, Faas Eliaslaan en Noorderstraat naar de Oosterstraat. Het geheel vormt ruwweg een halve cirkel.
De huisnummers lopen van 1 t/m 31 (postcode: 3743 BK) en van 2 t/m 40 (postcode: 3743 BL). In de Nieuwstraat geldt eenrichtingsverkeer richting Eemnesserweg, naar het noordoosten.

## Gemeentelijke monumenten
- Nieuwstraat 1 (Baarn)
- Nieuwstraat 7 (Baarn)
- Nieuwstraat 8 (Baarn)
- Nieuwstraat 9 (Baarn)
- Nieuwstraat 14 (Baarn)